# Camille Margaine
 (novembre 2015).
Camille Henri Margaine, né à Sainte-Menehould le 4 décembre 1829 et mort à Paris le 13 octobre 1893, est un homme politique français, Sénateur de la Marne.

## Biographie
Après ses études en province, il les continue à Paris au lycée Charlemagne puis une préparation pour Saint-Cyr où il est admis 28e en la promotion La République en 1847 et, lors des Journées de 1848, à l'état-major de la Garde nationale, il est l'ordonnance du général Courtrais.

### Militaire
Sorti de l'École militaire de Saint-Cyr le 1er octobre 1849, il entre comme sous-lieutenant au 10e régiment de ligne avec lequel il fait la campagne d'Algérie de 1851-52. Lieutenant en 1853, il fait en cette qualité la Guerre de Crimée au premier régiment de grenadiers de la Garde et est décoré de la Légion d'honneur, le 8 septembre 1855, le jour de la prise de Sébastopol, il avait été blessé deux fois. Il est alors évacué pour raison sanitaire sur Marseille et reçoit la médaille de Crimée. En 1858, il est capitaine au 58e de ligne et repart pour l'Algérie. Se sentant relégué et ayant passé six années au grade de capitaine, il donne sa démission de l'armée.

### Homme politique
En 1863, ayant quitté l'armée, il retourne en sa terre natale où il épouse Lucie Simon issue d'une famille libérale et républicaine. 
En 1866, il est élu conseiller d'arrondissement et l'année suivante, il devient maire de Sainte-Ménehould et conseiller général. Il soutient M. Goër contre les candidats officiels ce qui lui est reproché lorsqu'il pose sa candidature lors de l'organisation des gardes mobiles. Ne prenant pas ombrage de ce refus, il se présente à Châlons-sur-Marne au général commandant la région militaire lors de la Guerre de 1870 pour intégrer un poste dans l'armée d'active, mais le rappel des anciens officiers n'est pas officialisé, il retourne chez lui. Sainte-Menehould voit passer les troupes en retraite et M. Margaine recueille trois officiers prussiens et douze soldats que l'on voulait fusiller. Alors que sa ville est mise à l'amende, il refuse de verser la somme demandée, menacé il résiste victorieusement. Il réunit les maires de l'arrondissement pour les engager à faire partir les hommes qui devaient être appelé sous les armes vers la Belgique sous prétexte de peste bovine. Il finit par être arrêté puis libéré contre rançon, en 1871 se présentant sur une liste républicaine il est élu et siège à Bordeaux dans la gauche républicaine.
Député de la Marne de 1871 à 1888, il est questeur lors de la chambre de 1876. Lors de la crise du 16 mai 1877, il est parmi les 363 opposants au ministère de Broglie. Il est très actif pour apporter des changements à l'armée qu'il avait connue.
Il est sénateur de la Marne de 1888 à 1893.
Margaine propose et fait adopter par le Sénat un texte de loi, ratifié depuis par la Chambre, en vertu duquel l'armée coloniale ne devait plus désormais se recruter que par voie d'engagements volontaires. 
Margain succède à Désiré Médéric Le Blond à la présidence du conseil général.

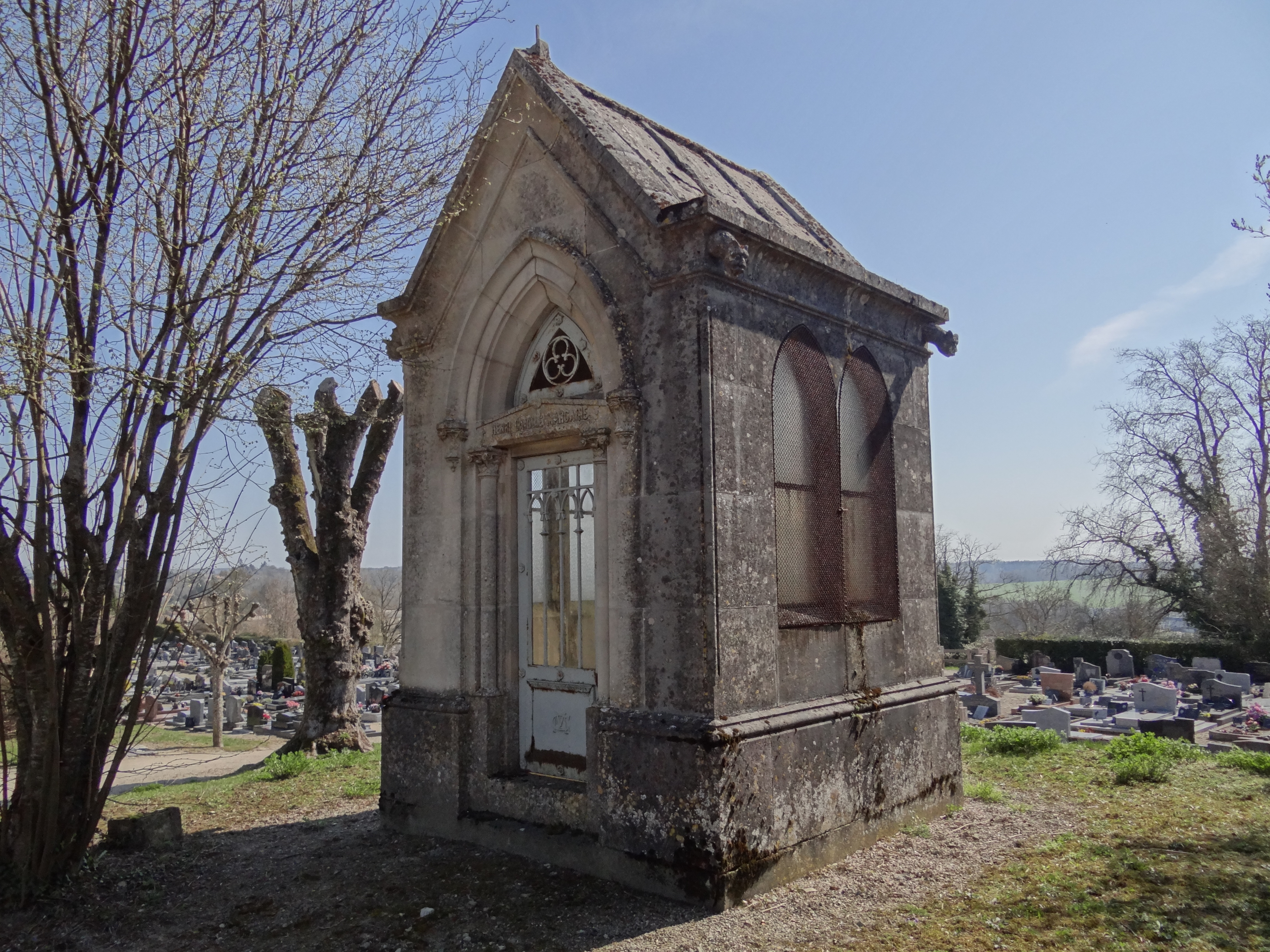
La chapelle funéraire de la famille Margaine au cimetière du château de Sainte-Menehould (Marne).

## Décorations
- Chevalier de la Légion d'honneur (14 septembre 1855)[3]
- Médaille de Crimée (Royaume-Uni)

## Représentations

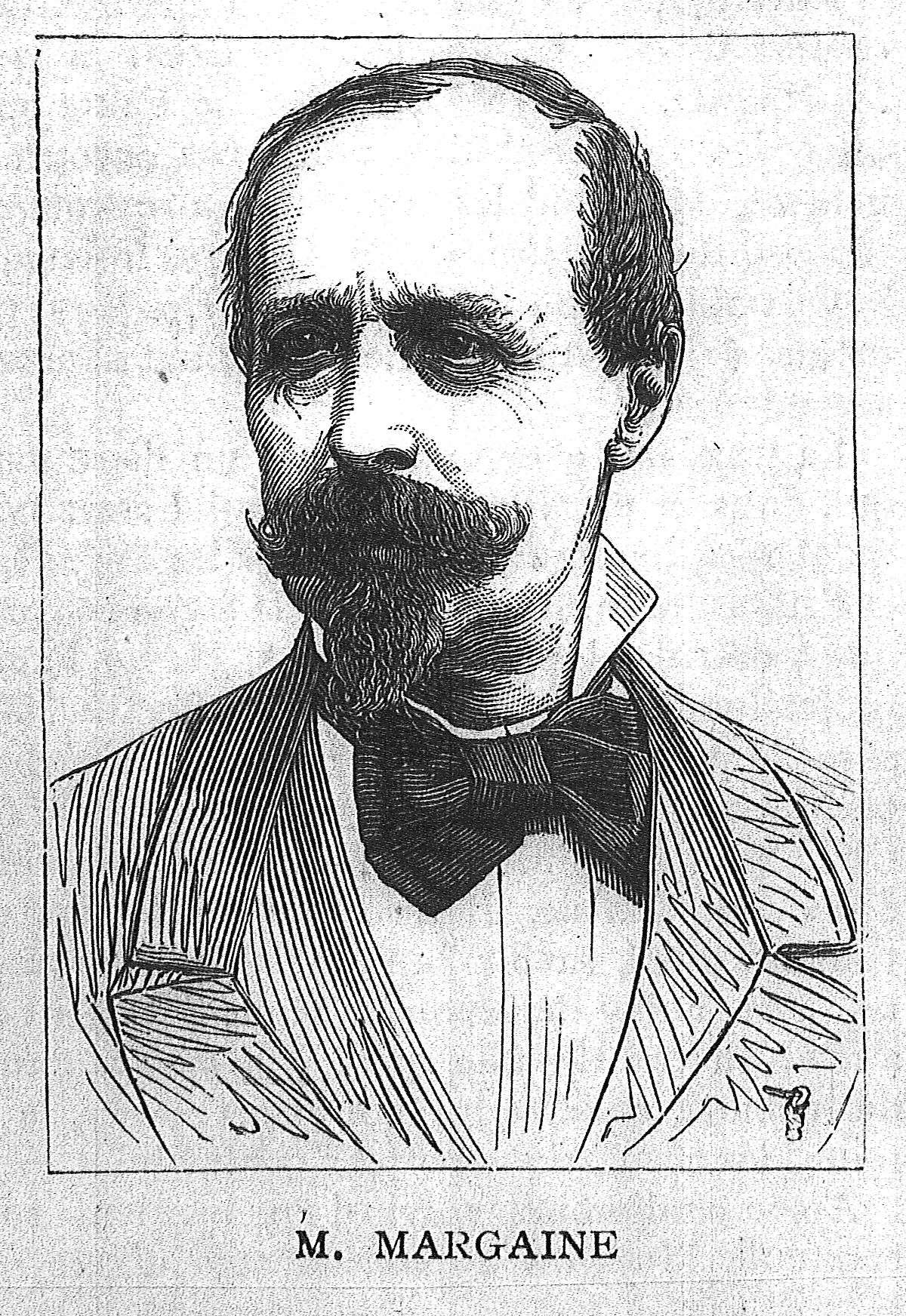
Portrait,
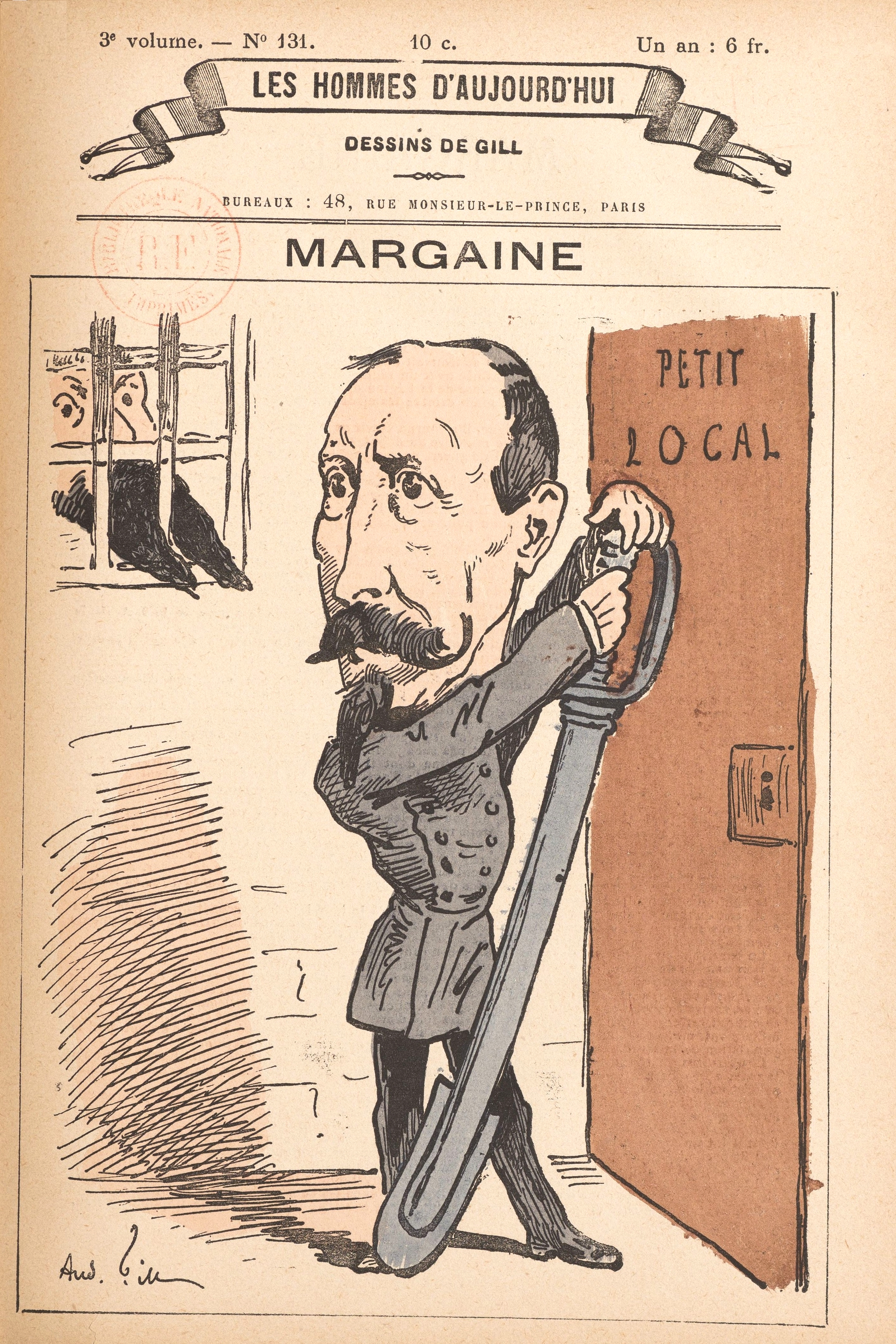
par Gill en couverture de  Les Hommes d'aujourd'hui .

## Sources
- « Camille Margaine », dans Adolphe Robert et Gaston Cougny, Dictionnaire des parlementaires français, Edgar Bourloton, 1889-1891 [détail de l’édition]
- Bernard Teinturier, "La famille Margaine,de Sainte-Menehould, cent ans au service du pays", revue Horizons d'Argonne, n° 84 (2007), publication de www.centretudargonnais.org, p.125 à 142.